# Kebri Dahar
Kebri Dahar (ook Qabridahare) is een stad in Ethiopië en is de hoofdplaats van de regio Somali.
In 2005 telde Kebri Dahar 36.191 inwoners.